# Калугина, Татьяна Львовна
Татьяна Львовна Калугина (урождённая — Шевелёва) (родилась 15 ноября 1942 года в Москве) — советская писательница, журналистка. Специалист в биографии, творческом наследии Рерихов.

## Биография
Окончила школу № 329 г. Москвы (1950—1960), Московский энергетический институт (1969), получила музыкальное образование. Работала инженером.
С 1978 года начала выступать в печати, преимущественно по проблемам культурного строительства (газеты «Советская культура», «Советская Россия», «Правда», «Москва», «Неман», «Семья и школа», «Сельская молодёжь», «Клуб» и др.).
В предисловии к книге «Пути восхождения» (1984), куда вошли интервью, очерки, статьи Т. Калугиной, посвященные культурному наследию Рерихов, а также «тому, как претворяются в нашей сегодняшней жизни заветы выдающегося деятеля культуры XX века, великого русского художника Николая Константиновича Рериха», сказано:
«На протяжении многих лет Т. Калугина изучает творческое наследие семьи Рерихов, долгое время сотрудничала с биографом Рерихов Павлом Федоровичем Беликовым (1911—1982), неоднократно встречалась с известным современным художником Святославом Николаевичем Рерихом. В качестве журналистки она побывала во многих местах нашей страны, связанных с жизнью и деятельностью Рерихов, в том числе совершила несколько путешествий по Горному Алтаю, где проходила их знаменитая Центрально-Азиатская экспедиция».

## Семья
Мать: Екатерина Шевёлева. Отец: Лев Соловейчик
Дети: Юрий, Анастасия, Сергей

## Сочинения
Калугина, Татьяна Львовна. Пути восхождения [Текст] : [О Н. К., С. Н. и Ю. Н. Рерихах]. — М. : Правда, 1984. — 63 с. — (Библиотека «Огонёк» № 44)
в СМИ
- Братство / Т. Л. Калугина // Огонёк. 1983. № 7. С. 29. Медицинское направление работы Института Гималайских исследований «Урусвати» в долине Кулу. Встречи С. Н. Рериха и Н. К. Рериха с Дж. Неру в Индии в 1942 г. То же: // Святослав Рерих: лекции, интервью, беседы, письма. Одесса, 2013. С. 357—361.
- Интервью у трапа: снова в Москве / Т. Л. Калугина // Советская культура. 1987. 7 мая, № 55. То же: // Святослав Рерих: лекции, интервью, беседы, письма. Одесса, 2013. С. 256—257. Участие С. Н. Рериха в XV выставке произведений членов АХ СССР в Москве. Культурная деятельность С. Н. Рериха в Бангалоре.
- «Красота — это стремление к совершенствованию»: [беседа с С. Н. Рерихом 1 июня 1978 г.] / Т. Л. Калугина // Неман[3]. 1979. № 8. То же: // Святослав Рерих: лекции, интервью, беседы, письма. Одесса, 2013. С. 337—345. Понятие красоты. Проблемы воспитания детей. Воспоминания о детстве. Автор интервью — об особенностях портретного жанра С. Н. Рериха.
- Святослав Рерих: «Прекрасное — действенно» / Т. Л. Калугина. // Советская культура. 1978. 9 июня. То же: // «Будите в себе Прекрасное…»: к 110-летию со дня рождения С. Н. Рериха: сборник. В 2 т. М., 2015. Т. 1: 1938—1988. С. 329—331. Понятие Красоты. Необходимость этического и эстетического воспитания детей.